# 하이디 가드너
하이디 가드너(Heidi Gardner, 1983년 7월 27일 ~ )는 미국의 배우, 코미디언이다. 2017년부터 《새터데이 나이트 라이브》의 크루로 활동하고 있다.